# Cara de Marte

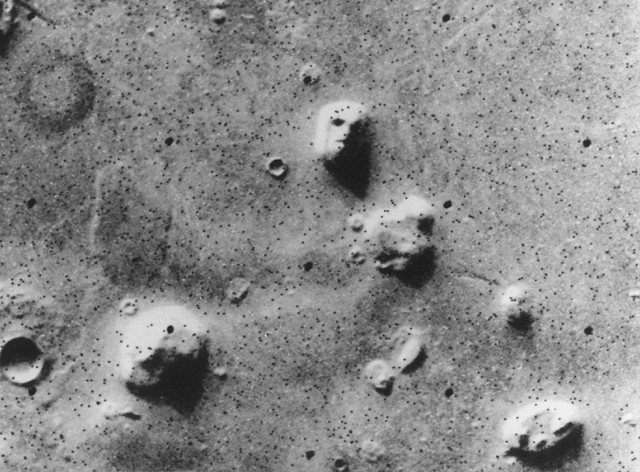
La «cara» se ve en el centro, ligeramente hacia arriba.

La «Cara» de Marte es un rasgo distintivo en la superficie del planeta Marte ubicado en la región de Cidonia, concretamente en Cidonia Mensae, que para algunas personas se asemeja a un rostro humano. Mide aproximadamente 3 km de largo por 1,5 km de ancho y se ubica a 41º05' norte y 9º50' oeste. Fue fotografiada por primera vez el 25 de julio de 1976 por la sonda espacial Viking 1, que orbitaba el planeta en ese momento. El hecho llamó la atención del público seis días después en un informe de prensa entregado por la NASA.

## Fotografía original

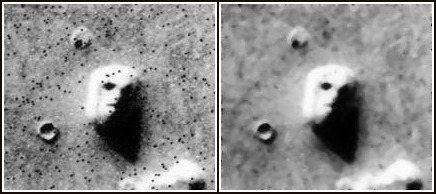
Dos fotos originales del Viking de la «Cara» en Marte.

La fotografía original tomada por el Viking 2 trae la siguiente descripción técnica:

Esta fotografía es una de las muchas tomadas en las latitudes norte de Marte por el Viking 2 cuando orbitaba en busca del Viking 1. La fotografía muestra terrenos con forma de meseta, con una gran formación rocosa en el centro, la cual con las sombras asemeja una cabeza humana y da la ilusión de ojos, nariz y boca. La formación tiene 1,5 km de ancho, y está iluminada por los rayos del sol cayendo con una inclinación de 20 grados. Las «pecas» en la imagen se deben a bits con errores, resaltados por el aumento del tamaño de la foto. La fotografía fue tomada el 25 de julio desde una distancia de 1873 km.

## Interpretaciones de las primeras fotografías

### La interpretación científica

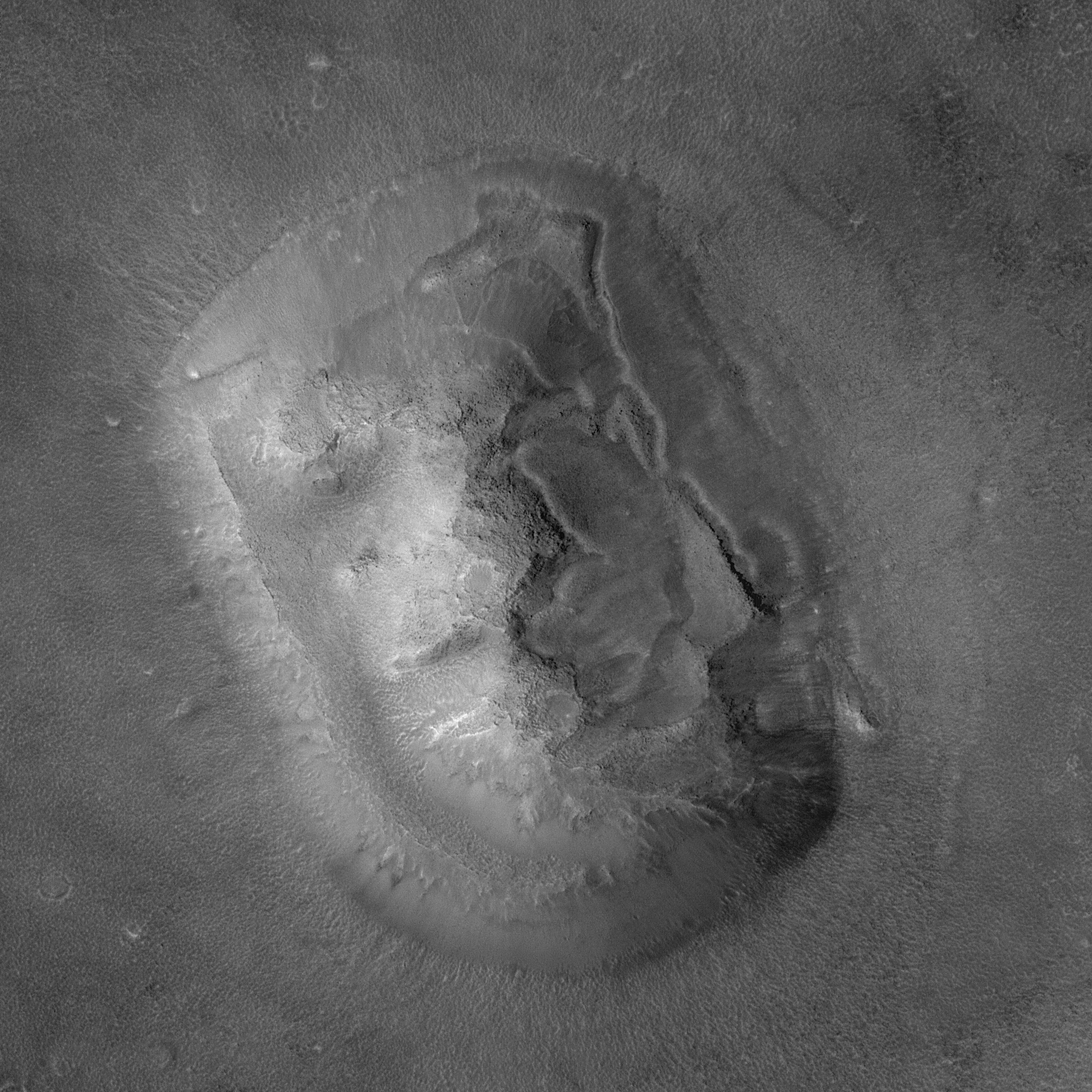
Fotografía de la «Cara» en Marte, tomada por el Mars Global Surveyor. (2001).

La interpretación mayoritariamente aceptada de las primeras fotografías sugiere que es una forma natural del terreno, una de las muchas mesetas esparcidas por Cidonia. En este orden de ideas, la apariencia de una cara se da porque la combinación del ángulo de iluminación de la luz del Sol y la baja resolución de la foto tienden a suavizar las irregularidades de la superficie, y por la tendencia del cerebro humano a reconocer patrones familiares, especialmente caras (pareidolia). Además, un lapso en los datos enviados por el Viking 2 creó un punto negro exactamente donde los orificios de la nariz se ubicarían en una cara. Muchos otros puntos como éste son visibles en la foto.

### La interpretación ufológica
Sin embargo, a partir del fenómeno de pareidolia, también se originó otra interpretación de carácter ufológico seudocientífico, que indicaba que la fotografía representaba un monumento de algún tipo, y su existencia era prueba de que una inteligencia extraterrestre habitó Marte (los marcianos), o que visitó este planeta en un momento lejano del pasado. El principal proponente de esta interpretación es Richard Hoagland; su «Mensaje de Cidonia», en el libro Los monumentos de Marte: una ciudad al borde de la eternidad, se basa en una interpretación de otros rasgos de la región de Cidonia como las llamadas Pirámides de Marte. La publicación de este libro ha popularizado la creencia en la artificialidad de la cara.
La comunidad científica acoge esta teoría con escepticismo y la considera algo absurda y poco probable:
- Sagan, Carl (1995). «Capítulo 3: El hombre de la Luna y la cara de Marte». El mundo y sus demonios. «Aunque quede claro para todo el mundo que esas figuras de Marte son geológicas y no artificiales, me temo que no desaparecerán las caras monumentales en el espacio (y las maravillas asociadas). Ya hay periódicos sensacionalistas que informan de caras casi idénticas vistas desde Venus hasta Neptuno (¿flotando en las nubes?)».

## Comprobación de una estructura geológica
La interpretación oficial está apoyada por las nuevas fotografías tomadas por la sonda Mars Global Surveyor, en 1998 y 2001, y por la sonda Mars Odyssey en 2002. Fotografiada bajo diferentes condiciones de iluminación y a una resolución más alta, la forma no parece una cara. Sin embargo, los promotores de las teorías de la conspiración del ocultamiento extraterrestre no creen en estas nuevas fotografías y alegan, sin presentar pruebas, que las imágenes habrían sido alteradas.
Posteriormente en el año 2006, la sonda Mars Express, de la Agencia Espacial Europea (ESA), obtuvo excelentes imágenes de alta resolución espacial (13,7 metros por píxel), que permitieron eliminar cualquier duda que pudiera quedar sobre la naturaleza de esta estructura, ratificándose que es puramente geológica.
Además de esta información, la Agencia Espacial Europea puso en su sitio web un vídeo de las fotos tomadas del sitio en 3D en una animación.

## En la ficción
La cara de Marte ha sido el objeto de muchas películas, series y otros medios de ciencia ficción, entre los que se destacan los siguientes:
- La serie televisiva The X-Files mostró la cara en Marte como parte de una teoría de que los marcianos están saboteando las sondas enviadas a ese planeta.
- La película Misión a Marte (de Brian De Palma) presenta la cara como un elemento central de su argumento.
- En el episodio "Where the Buggalo Roam" de la serie animada televisiva Futurama se presenta la cara de Marte como parte de una escultura mayor, perteneciente a una especie alienígena nativa, aunque se le suma que del otro lado del planeta está el "Trasero de Marte".
- En la serie Las aventuras de Jimmy Neutrón: El niño genio se muestra la cara como parte de una especie de marcianos hechos de roca.
- En la serie animada Invasor Zim el planeta Marte es un arma alienígena que se pilota desde la cara.
- En la serie animada Phineas y Ferb hay un episodio donde Candace se vuelve reina de Marte y esculpen su cara en la superficie, pero el Dr. Doofenshmirtz le lanza un rayo por accidente y se convierte en la Cara de Marte.
- En el videojuego Doom 3, dentro la oficina del Dr. Betruger se puede apreciar un póster de la cara con el texto "Cambiando la cara de Marte".
- En el juego Final Fantasy IV, para Nintendo DS, al llegar a la Luna Roja, se puede apreciar una cara igual a la de Marte, en la cual el jugador se puede enfrentar a "Proto-Babil", el jefe más poderoso del juego. En la versión de Game Boy Advance aparece la misma cara, solo que esta vez es la entrada a una mazmorra.
- La novela "El Cristo Final", escrita en 2018 por Alejandro Rocha Narváez, inicia su primer capítulo, "El Misterio de Cydonia", con el testimonio de Gonzalo Lecaros, un ingeniero en tecnologías de escenificación virtual y católico ferviente, que propone haber hallado una correlación matemática entre el rostro de Marte y la imagen de Jesucristo grabada en el Santo Sudario de Turín, demostrando, así, "científicamente", la existencia de Dios.